# Wischstauden
Wischstauden ist ein Ortsteil der Stadt Groitzsch im Landkreis Leipzig (Freistaat Sachsen). Der Ort wurde 1933 aus Großwischstauden und Kleinwischstauden gebildet und 1948 in die Stadt Groitzsch eingemeindet.

## Geografie

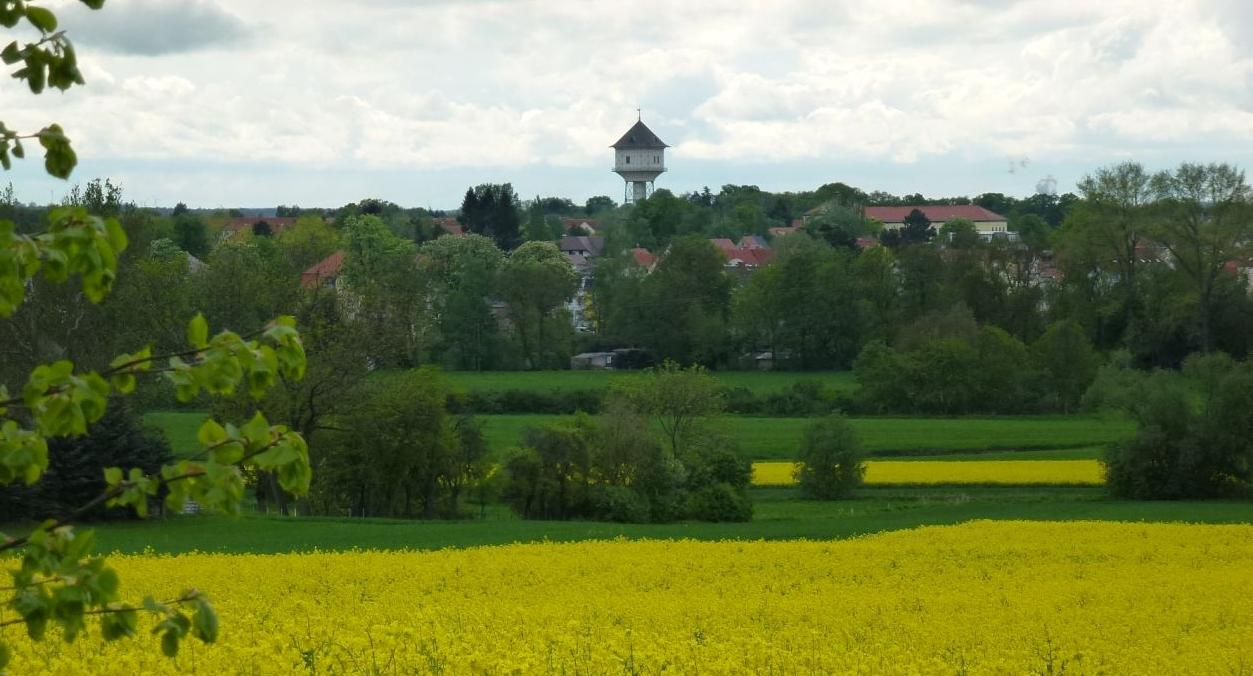
Blick vom Dreilindenberg auf Groitzsch

Wischstauden liegt in der Leipziger Tieflandsbucht zwei Kilometer östlich von Groitzsch. Durch den Ort fließt die Schnauder. Vom Dreilindenberg (154 m ü.NN.) bietet sich ein gutes Panorama auf die Stadt Groitzsch. Wischstauden befindet sich im Mitteldeutschen Braunkohlerevier. Das Gebiet östlich des Orts wurde zwischen 1976 und 1978 durch den Tagebau Peres (1963–1991 in Betrieb) abgebaggert. Das Areal ist inzwischen renaturiert.

## Geschichte
Wischstauden wurde im Jahr 1238 als „Gotscalcus de Wystudenn“ erwähnt. Seit dem 15. Jahrhundert unterschied man zwischen Groß- und Kleinwischstauden. Während die Gerichtsbarkeit über Großwischstauden beim Rat zu Pegau lag, unterstand Kleinwischstauden um 1548 anteilig dem Rittergut Groitzsch, der Pfarre zu Groitzsch und dem Rat zu Pegau, um 1764 dem Rittergut Mausitz. Groß- und Kleinwischstauden lagen bis 1856 im kursächsischen bzw. königlich-sächsischen Amt Pegau. Ab 1856 gehörten beide Orte zum Gerichtsamt Pegau und ab 1875 zur Amtshauptmannschaft Borna.
Am 1. Oktober 1933 erfolgte der Zusammenschluss von Groß- und Kleinwischstauden zur Gemeinde Wischstauden. Diese wurde am 1. Oktober 1948 nach Groitzsch eingemeindet. Als Ortsteil von Groitzsch wurde Wischstauden im Jahr 1952 dem Kreis Borna im Bezirk Leipzig, 1990 dem sächsischen Landkreis Borna, 1994 dem Landkreis Leipziger Land und 2008 dem Landkreis Leipzig zugeordnet.
Der 1963 aufgeschlossene Tagebau Peres baggerte zwischen 1976 und 1978 den Bereich östlich von Wischstauden ab. Nach seiner vorläufigen Stilllegung im Jahr 1991 wurde das Areal renaturiert.

## Sehenswürdigkeiten
Das Gut Kleinwischstauden in der Leipener Straße ist ein sehenswerter Vierseithof aus einem barocken Herrenhaus und mehreren Fachwerkgebäuden.